# Chantal Petitclerc
Chantal Petitclerc (Québec, 15 dicembre 1969) è un'atleta paralimpica canadese specializzata nelle gare di breve e media distanza su sedia a rotelle. La sua disabilità è dovuta a lesioni del midollo spinale causate da un incidente.

## Palmarès
| Anno                         | Manifestazione           | Sede            | Evento                | Risultato | Prestazione | Note                  |
| ---------------------------- | ------------------------ | --------------- | --------------------- | --------- | ----------- | --------------------- |
| In rappresentanza del Canada |                          |                 |                       |           |             |                       |
| 1992                         | Giochi paralimpici       | Barcellona      | 200 m piani TW4       | Bronzo    | 20"59       |                       |
| 1992                         | Giochi paralimpici       | Barcellona      | 800 m piani TW4       | Bronzo    | 1'56"05     |                       |
| 1996                         | Giochi paralimpici       | Atlanta         | 100 m piani T53       | Oro       | 16"70       |                       |
| 1996                         | Giochi paralimpici       | Atlanta         | 200 m piani T53       | Oro       | 29"41       |                       |
| 1996                         | Giochi paralimpici       | Atlanta         | 400 m piani T53       | Argento   | 56"83       |                       |
| 1996                         | Giochi paralimpici       | Atlanta         | 800 m piani T53       | Argento   | 1'53"30     |                       |
| 1996                         | Giochi paralimpici       | Atlanta         | 1500 m piani T52-53   | Argento   | 3'30"63     |                       |
| 2000                         | Giochi paralimpici       | Sydney          | 100 m piani T54       | Argento   | 16"80       |                       |
| 2000                         | Giochi paralimpici       | Sydney          | 200 m piani T54       | Oro       | 29"17       |                       |
| 2000                         | Giochi paralimpici       | Sydney          | 400 m piani T54       | Argento   | 56"08       |                       |
| 2000                         | Giochi paralimpici       | Sydney          | 800 m piani T54       | Oro       | 1'54"39     |                       |
| 2002                         | Giochi del Commonwealth  | Manchester      | 800 m sedia a rotelle | Oro       | 1'52"93     |                       |
| 2004                         | Giochi paralimpici       | Atene           | 100 m piani T54       | Oro       | 16"33       |                       |
| 2004                         | Giochi paralimpici       | Atene           | 200 m piani T54       | Oro       | 28"95       |                       |
| 2004                         | Giochi paralimpici       | Atene           | 400 m piani T54       | Oro       | 51"91       |                       |
| 2004                         | Giochi paralimpici       | Atene           | 800 m piani T54       | Oro       | 1'50"69     |                       |
| 2004                         | Giochi paralimpici       | Atene           | 1500 m piani T54      | Oro       | 3'26"89     |                       |
| 2006                         | Giochi del Commonwealth  | Melbourne       | 800 m piani T54       | Oro       | 1'48"98     | Record dei campionati |
| 2006                         | Mondiali paralimpici     | Assen           | 100 m piani T54       | Argento   | 16"93       |                       |
| 2006                         | Mondiali paralimpici     | Assen           | 200 m piani T54       | Oro       | 29"07       |                       |
| 2006                         | Mondiali paralimpici     | Assen           | 400 m piani T54       | Oro       | 53"40       |                       |
| 2006                         | Mondiali paralimpici     | Assen           | 800 m piani T54       | Argento   | 1'55"45     |                       |
| 2008                         | Giochi paralimpici       | Pechino         | 100 m piani T54       | Oro       | 16"15       |                       |
| 2008                         | Giochi paralimpici       | Pechino         | 200 m piani T54       | Oro       | 27"52       |                       |
| 2008                         | Giochi paralimpici       | Pechino         | 400 m piani T54       | Oro       | 52"02       |                       |
| 2008                         | Giochi paralimpici       | Pechino         | 800 m piani T54       | Oro       | 1'45"19     |                       |
| 2008                         | Giochi paralimpici       | Pechino         | 1500 m piani T54      | Oro       | 3'39"88     |                       |
| In rappresentanza del Québec |                          |                 |                       |           |             |                       |
| 2001                         | Giochi della Francofonia | Ottawa-Gatineau | 800 m sedia a rotelle | Oro       | 2'07"93     |                       |